# Мэри Сью
Мэри Сью (англ. Mary Sue) — изначально женский персонаж-автопроекция в фанфиках, наделённый автором гипертрофированными, нереалистичными достоинствами, способностями, внешностью и (или) везением. В фанфиках так же есть аналогичный герой мужского пола, по аналогии, именуется Марти Стю (Marty Stu). Часто в введении такого персонажа можно распознать попытку автора «включить» самого себя в произведение и осуществить под видом вымышленного лица собственные желания.
Термин «Мэри Сью» носит выраженно негативный оттенок в среде фанатских сообществ. Таких персонажей ругают за излишнюю идеализированность, нереалистичность, отчего их считают скучными. С начала XXI века термин вышел за пределы любительского обсуждения публикаций в фэнзинах и стал применяться в англоязычной литературной критике. 
Когда в середине 2010-х годов заметно увеличилась доля фильмов и сериалов с женщинами в качестве протагонистов, противники «феминизации» кино стали использовать при их обсуждении позаимствованный у литературных критиков термин «Мэри Сью». Его употребляют в новом значении — для обозначения нереалистичных, идеализированных женских персонажей, которые облигаторно (в рамках продвижения феминистской повестки) включаются в произведения киножанров, традиционно ориентированных на мужскую аудиторию (например, женщин, которые в боевиках на равных сражаются с мужчинами, а часто и превосходят их выносливостью и физической силой).
В художественной литературе высокого уровня автор может вводить в повествование персонажа, носящего имя самого автора. Однако, как правило, это лишь элемент художественной игры, и вводимый персонаж далеко не равнозначен самому автору (так же, как образ автора в «Евгении Онегине» отнюдь не равнозначен А. С. Пушкину).

## Происхождение и развитие термина
Литературоведы с давних пор обвиняли авторов женских романов в том, что их весьма успешные главные героини представляют собой проекцию автора и/или осуществление её нереализованных желаний. Такие обвинения раздавались даже в адрес Шарлотты Бронте применительно к её самой известной героине — Джейн Эйр.
Термин «Мэри Сью» происходит от имени персонажа пародийной «Повести Трекки» 1973 года автора Полы Смит:15, опубликованной в фэнзине Menagerie #2. Главная героиня рассказа — лейтенант Мэри Сью, самый молодой лейтенант флота, получившая звание в пятнадцать лет. На примере Мэри автор высмеивает нереалистичных персонажей в фанфиках по вселенной «Звёздного пути».
Изначально большинство таких персонажей были молодыми девушками, у которых возникали романтические связи с главными или второстепенными каноничными персонажами, или, в некоторых случаях, Мэри Сью становились младшие родственники или протеже этих персонажей. К 1976 году редакторы Menagerie заявили, что им не нравятся такие персонажи:

Рассказы с Мэри Сью — приключения самого молодого и умного человека, который окончил Академию и когда-либо получал офицерский чин в таком нежном возрасте. Обычно [такие персонажи] характеризуются беспрецедентным мастерством во всём: от искусства до зоологии, включая карате и армрестлинг. Этот персонаж также можно найти прокладывающим себе путь через милосердие/сердце/ум к одному из Большой тройки [Кирк, Спок и Маккой], если не ко всем трём сразу. Она «спасает день» своим остроумием и навыками, и, если нам повезёт, милосердием, умирая в конце и оставляя горевать [по ней] весь корабль.

Значение термина «Мэри Сью» к сегодняшнему дню почти не изменилось, но было немного дополнено: несёт обобщённую, хотя и не универсальную, коннотацию воплощения персонажа, обладающего неправдоподобной силой, умом, везением и привлекательностью. Большинство персонажей, описанных как «Мэри Сью», не являются «воплощением» автора в сюжете. Отрицательное сопутствующее значение происходит из «исполнения желаний»: персонаж «Мэри Сью» оценивается как плохо проработанный, слишком совершенный и нереалистичный, чтобы быть интересным.

## В фанфиках
В фанфиках «Мэри Сью» чаще всего является новым персонажем, отсутствующим в исходном произведении. Реже в неё «превращается» один из оригинальных персонажей, поведение (а в некоторых случаях и внешность) которого очень сильно изменяется. Обычно «Мэри Сью» появляется неожиданно и сразу вызывает восхищение окружающих. Она одновременно сочетает в себе все возможные достоинства в настолько гипертрофированных объёмах, что это выглядит гротескно и нелепо. Зачастую положительные качества «Мэри Сью» противоречат друг другу и сменяют друг друга в зависимости от ситуации — на ходу в повествовании может меняться внешность, характер, мотивация, производимое персонажем впечатление и так далее. «Мэри Сью» может иметь и негативные качества, но они, зачастую, будут подаваться читателю как достоинства. Вокруг «Мэри Сью» вертится весь мир, а угрожающие человечеству проблемы она разрешает одним махом.
Часто, но не обязательно, у «Мэри Сью» бывает очень длинное и красивое (по мнению автора) имя, иногда выглядящее достаточно чужеродно для мира, в котором разворачивается действие произведения (например, эльфийское имя во вселенной «Звёздного пути»). Также она может оказаться родственницей одного из главных персонажей исходного произведения и носить его фамилию. Почти всегда некоторые детали биографии «Мэри Сью» (например, родной город или любимая музыкальная группа) взяты из жизни самого автора.
Персонаж типа «Мэри Сью» чаще всего возникает у автора неосознанно. Указание на то, что героиня/герой является «Мэри Сью», может казаться автору весьма серьёзным оскорблением. В некоторых случаях, однако, «Мэри Сью» специально вводится в произведение ради комизма и гротеска. Как правило, в этих случаях «мэрисьюшность» доводится до абсурда, но «развернуться» персонажу не дают какие-то обстоятельства (коими являются другие «Мэри Сью», чаще это ближайшие родственники главных героев).
На некоторых тематических ресурсах публиковать фанфики с «Мэри Сью» без гротескно-юмористической подачи текста запрещено.

## В настольных ролевых играх
В настольных ролевых играх, как правило, есть ведущий — Мастер. Особенностью роли ведущего является то, что одновременно с неограниченной властью над процессом игры у него нет возможности быть её непосредственным участником. Желая преодолеть это ограничение, некоторые ведущие создают неигровых персонажей, с которыми ассоциируют самих себя. Так как за все опасные ситуации в настольных ролевых играх отвечает ведущий, такой «персонаж» автоматически получает «иммунитет» к любым неприятностям, кроме запланированных, и оказывается в заведомо лучшем положении, чем персонажи других игроков.

## Марти Стю и попаданчество
В литературе низкого качества Марти Стю часто переносится в прошлое. Хотя приём перемещения героя в прошлое — попаданчество — давно известен в художественным литературе, в качестве первого примера произведения с некачественным сюжетом и попаданцем-автопроекцией принято приводить вышедший в 1986 году роман «Инженер Средневековья» американского писателя Лео Франковски. 
В российских романах главный герой — мужчина «среднего возраста» — особенно часто попадает во времена Великой Отечественной войны. Обладая знаниями об открытиях и событиях будущего, герой-автопроекция мгновенно завоёвывает едва ли не высшее положение в обществе прошлого, всеобщее признание, способствует становлению России/СССР сверхдержавой. Главный герой может вести бурную сексуальную жизнь, так как все женщины прошлого желают лечь с ним в постель.

## Критика
Персонаж, попадающий под определение Мэри Сью, обычно связан с попыткой создать идеализированного персонажа. Подобные персонажи позволяют авторам вписать свою героиню в повествовательную линию любого произведения популярной культуры в качестве главной героини собственных историй. Часть критиков считают, что персонажи Мэри Сью открывают путь многим писательницам-женщинам и в целом недопредставленным в литературе группам, чтобы они показали персонажей со сверхспособностями в вымышленных вселенных.
Со слов писательницы Бэкон-Смит, истории о Мэри Сью иногда отражают переживания молодой фанатки, её фантазии о нежелании умственно и физически подчиняться своим мужским сверстникам. С одной стороны Мэри Сью сильны и самостоятельны, с другой — наделены чертами, в соответствии с принятой культурной нормой: «такие героини красивы, склонны идти на жертвенность и самоуничижения». В фантастических рассказах Мэри Сью традиционно умирает в конце истории; Бэкон-Смит считает, что это отражает «культурную истину» — то, что для принятия женственности в обществе, где правят мужчины, нужно подавить сильную часть своей сущности [саму себя]; Мэри Сью воплощает «фантазию об идеальной женщине», существующую для удовлетворения потребностей мужчины и принижающую свои способности.

### Феминистская критика понятия Мэри Сью
Феминистками термин критикуется как форма сексизма, так как под Мэри Сью подразумевается по умолчанию женский персонаж c подтекстом того, что женский пол выступает решающим фактором для плохо прописанного персонажа. Например американский писатель Роб Шеридан, комментируя нападки на любых сильных женских персонажей, как Мэри Сью заметил, что это лишь попытка замаскировать своё женоненавистничество под личиной здравого смысла и интеллектуальной критики.
Камиль Бэкон-Смит, автор книги «Enterprising Women», отметила, что понятие Мэри Сью почти всегда применяется к персонажам-женщинам, так как образ умной, сильной и независимой героини идёт вразрез с устоявшимися гендерными стереотипами, что женщина, в частности женский персонаж — существо слабое и несамостоятельное, нуждающееся в защите со стороны героя-мужчины. Если женщина-персонаж не соответствует этому образу, то это оскорбляет мировоззрение читателя, которому сложно или невозможно ассоциировать себя с женским персонажем и впоследствии на неё без разбора вешается ярлык Мэри Сью. Ярким примером тому могут послужить споры вокруг главной героини Рей из фильма «Звёздные войны: Пробуждение силы» после того, как многие фанаты обвинили авторов фильма в создании новой Мэри Сью. Автор Энн Кэрол Криспин считает, что термин Mэри Сью превратился в унижение, способ безоговорочного отвержения персонажа, доказательства его фальшивости вне зависимости от того, насколько качественно прописан этот герой. Согласно её утверждениям, после того, как термин набрал большую популярность, он стал использоваться мужскими читателями для очернения любого способного женского персонажа. Характерный пример — Арья Старк, одна из героинь «Игры престолов»: после сцены убийства Ночного Короля многие зрители стали называть её Мэри Сью, полностью обесценивая сложную и длинную предысторию персонажа и факт того, что она якобы является одним из любимых героев у фанатской аудитории.
В то время как современная писательская культура позволяет герою-мужчине обладать гипертрофированными чертами и способностями, персонажа-женщину зачастую клеймят мэри-сью даже за малейшие признаки необычности или высокий интеллект. Смит отметила, что ярлык «Мэри Сью» порождает страх в кругу писателей или фэндомов перед созданием героинь, проявляющих излишнюю самодостаточность. «Мэри Сью» в итоге выступает главной причиной отсутствия правдоподобных и компетентных женских персонажей в историях книг. Бэкон-Смит знакома со множеством женщин-авторов, которые также по этой причине отказались делать главными героями женщин в своих рассказах и процитировала их типичные оправдания этому: «Каждый раз, когда я пыталась поставить женщину в любую историю, которую я когда-либо писала, все сразу же говорят, что это Мэри Сью». Некоторые фанатские сообщества, сознательно отказываются принимать любые истории с персонажами-женщинами и следующие негласным правилам, что если женщины присутствуют в качестве второстепенных героев, то необходимо уделять им меньше внимания, чем персонажам-мужчинам, дабы не превратить их в Мэри Сью. Это по мнению автора только способствует укреплению полового неравенства в мире литературы, где уникальными чертами могут обладать только мужские герои, а сами чудо-героини продолжают существовать только в любительских фанфиках. Похожего мнения придерживается и писательница Эшли Барнер, отметив, что в современном фэндоме Мэри Сью утеряла свой первоначальный смысл и превратилась в стереотип, что любая женщина-герой — априори Мэри Сью. По этой причине этим словом часто клеймят главных персонажей-женщин, часто даже не углубляясь в сюжет, даже не осознавая, что это моментально обесценивает персонажа и является сродни «смертному приговору».
Кристина Сказари, занимающаяся исследованиями гендерного влияния на медиа-культуру, в частности общества поклонников жанра слэш заметила закономерность, что если женскому персонажу уделяется больше сюжета, то сразу же появляются комментарии с обвинениями в создании новой «Мэри». При этом качество сюжета и проработанность персонажей никак не влияет на ситуацию. Кристина пришла к выводу, что термин редко используется по назначению, и почти всегда выражается в крайне предвзятом отношении к герою-женщине, в иной ситуации термин может использоваться в отношении неинтересного главного персонажа, и опять же — только если это женщина.